# Діаграма кореляції станів
Діагра́ма кореля́ції ста́нів (англ. state correlation diagram) — у теорії реактивності органічних сполук — діаграма, утворена перетином двох кривих, що описують основний та триплетний стани реактантів і продуктів. Точка перетину цих кривих з поправкою на інші взаємодії визначає енергетичний бар'єр реакції. Використовуються для аналізу впливу електронних факторів та ергетичності реакцій на їх швидкість.